# Eublemma purpurina
Eublemma purpurina — вид лускокрилих комах з родини еребід (Erebidae).

## Поширення
Вид поширений в Південній і Центральній Європі, Північній Африці, Туреччині і Центральній Азії.

## Опис
Розмах крил становить 20–26 мм.

## Спосіб життя
Імаго літають з травня по червень і з серпня по вересень у двох поколіннях. Личинки живляться осотом повзучим (Cirsium arvense).